# Attlesee (Nesselwang)
Attlesee ist ein Gemeindeteil des Marktes Nesselwang im bayerisch-schwäbischen Landkreis Ostallgäu.

## Geographie
Das Dorf liegt nordöstlich des Kernortes Nesselwang. Westlich des Ortes verläuft die Kreisstraße OAL 23 und nördlich die A 7, südlich erstreckt sich das 37,15 ha große Naturschutzgebiet Attlesee.

## Baudenkmäler

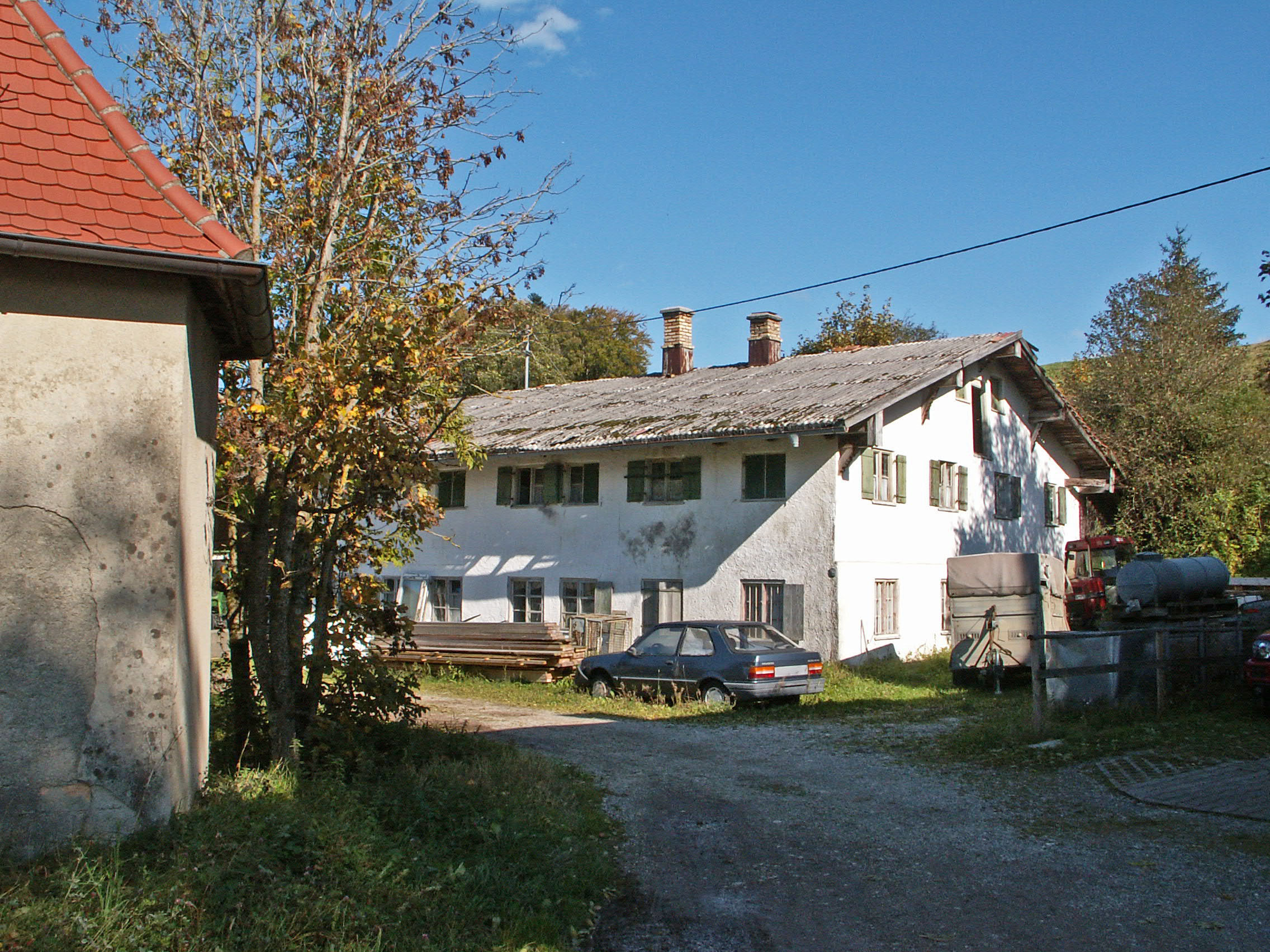
Ehemalige Mühle (2007)

In der Liste der Baudenkmäler in Nesselwang sind für Attlesee zwei Baudenkmäler aufgeführt:
- die 1666 erbaute katholische Kapelle Mariae Heimsuchung, ein Satteldachbau mit Dachreiter
- die aus der ersten Hälfte des 18. Jahrhunderts stammende ehemalige Mühle, ein zweigeschossiger Flachdachbau mit profilierter Kopfbüge